# Liste von Moscheen in Albanien
Die folgende Liste stellt eine Übersicht bedeutender Moscheen in Albanien dar. Dabei werden zwei Typen unterschieden: Moscheen aus osmanischer Zeit und Moscheen aus nachosmanischer Zeit. Viele dieser Moscheen sind Kulturdenkmäler.

## Moscheen aus osmanischer Zeit
| Name                                      | Bild                              | Ort         | Bezirk                              | Bauzeit                        | Bemerkung                                                                                                  |
| ----------------------------------------- | --------------------------------- | ----------- | ----------------------------------- | ------------------------------ | --- |
| Allajbeg-Moschee                          |                                   | Burim       | Qark Dibra                          | vor 1578                       | |
| Basar-Moschee                             | Basar-Moschee Gjirokastra         | Gjirokastra | Qark Gjirokastra                    | 1757                           | |
| Basar-Moschee                             | Basar-Moschee Kruja               | Kruja       | Qark Durrës                         | 1523 / 1837                    | |
| Bleimoschee                               | Bleimoschee Berat                 | Berat       | Qark Berat                          | 1553–1554                      | |
| Bleimoschee                               | Bleimoschee Shkodra               | Shkodra     | Qark Shkodra                        | 1773                           | einzige Moschee mit ummauertem Vorhof; einzige erhaltene osmanische Moschee in Shkodra                     |
| Et’hem-Bey-Moschee                        | Et'hem-Bey-Moschee Tirana         | Tirana      | Qark Tirana                         | 1794–1821                      | |
| Fatih-Moschee                             | Fatih-Moschee Durrës              | Durrës      | Qark Durrës                         | 1502–1503                      | |
| Festungsmoschee                           | Festungsmoschee Lezha             | Lezha       | Qark Lezha                          | 1522                           | zerstört                                                                                                   |
| Gjin-Aleksi-Moschee                       | Gjin-Aleksi-Moschee Rusan         | Rusan       | Qark Vlora (im ehem. Kreis Delvina) | vor 1670                       | |
| Haxhi-Bendo-Moschee in der Burg von Sopot | Moschee von Sopot                 | Borsh       | Qark Vlora                          | Ende 17. Jahrhundert           | Ruine |
| Hysen-Pascha-Moschee                      | Uhrturmmoschee Berat              | Berat       | Qark Berat                          | 1670                           | |
| Junggesellenmoschee                       | Junggesellenmoschee Berat         | Berat       | Qark Berat                          | 1826 (vielleicht auch 18. Jh.) | |
| Kokonozi-Moschee                          | Kokonozi-Moschee Tirana           | Tirana      | Qark Tirana                         | vor 1775                       | |
| Königsmoschee                             | Königsmoschee Berat               | Berat       | Qark Berat                          | 1492                           | eine der ältesten Moscheen Albaniens                                                                       |
| Königsmoschee                             | Königsmoschee Elbasan             | Elbasan     | Qark Elbasan                        | ca. 1492                       | eine der ältesten Moscheen Albaniens                                                                       |
| Kubelie-Moschee                           | Kubeli-Moschee Kavaja             | Kavaja      | Qark Tirana                         | 1735–1736                      | zerstört in den 1970er Jahren; heutige Moschee ist ein moderner Neubau, nur die Säulen davor sind original |
| Mirahor-Moschee                           | Mirahor-Moschee Korça             | Korça       | Qark Korça                          | 1494                           | eine der ältesten Moscheen Albaniens                                                                       |
| Abdurrahman-Pascha-Moschee Uhrenmoschee   | Moschee Peqin                     | Peqin       | Qark Elbasan                        | 1830er                         | zerstört um 1970; heutige Moschee ist ein moderner Neubau, nur Vorhalle blieb erhalten                     |
| Muradie-Moschee                           | Muradie-Moschee Vlora             | Vlora       | Qark Vlora                          | 1542                           | |
| Naziresha-Moschee                         | Naziresha-Moschee Elbasan         | Elbasan     | Qark Elbasan                        | 1599                           | |
| Rote Moschee                              | Rote Moschee Berat                | Berat       | Qark Berat                          | 1417                           | Ruine |
| Selimiye-Moschee                          | Skanderbeg-Gedenkstätte Lezha     | Lezha       | Qark Lezha                          | 16. Jahrhundert                | Ruine; osmanische Umbauten an der Kirche entfernt; heute Skanderbeg-Gedenkstätte                           |
| St.-Stefan-Kirchenmoschee                 | Kirchenmoschee St. Stefan Shkodra | Shkodra     | Qark Shkodra                        | 1479                           | Ruine |
| Sylejman-Pascha-Moschee                   | Sylejman-Pascha-Moschee           | Tirana      | Qark Tirana                         | 1614                           | Im Zweiten Weltkrieg zerstört und danach abgebrochen                                                       |
| Tabakëve-Moschee                          | Tabakavë-Moschee Tirana           | Tirana      | Qark Tirana                         | 18. Jahrhundert                | |
| Tekke-Moschee                             | Tekke-Moschee Gjirokastra         | Gjirokastra | Qark Gjirokastra                    | 1733                           | Lage unbestätigt                                                                                           |
| Weiße Moschee                             | Weiße Moschee Berat               | Berat       | Qark Berat                          | 16. Jahrhundert                | Ruine |

## Moscheen aus nachosmanischer Zeit
In Albanien wurden nach 1992 viele neue Moscheen errichtet und abgerissene Moscheen neu aufgebaut. So gibt es heute unzählige kleine Dorfmoscheen und einfache Einrichtungen. Die folgende Liste enthält die größten und bedeutendsten wiedererrichteten Moscheen und Neubauten. Während traditionell albanische Moscheen einen türkischen Stil haben, sind heute die meisten Moscheen arabisch geprägt.
| Name                | Bild                       | Ort     | Bezirk       | Bauzeit   | Bemerkung                                  |
| ------------------- | -------------------------- | ------- | ------------ | --------- | ------------------------------------------ |
| Ebu-Bekr-Moschee    | Ebu-Bakr-Moschee Shkodra   | Shkodra | Qark Shkodra | 1994–1995 |                                            |
| Große Moschee       | Große Moschee Durrës       | Durrës  | Qark Durrës  | 1937      |                                            |
| Moschee von Fier    | Moschee von Fier           | Fier    | Qark Fier    | 2005      |                                            |
| Parruca-Moschee     | Parrucca-Moschee Shkodra   | Shkodra | Qark Shkodra | 2006–2007 | Am Standort einer historischen Vorgängerin |
| Bejtyl-Evel-Moschee | Bejtyl-Evel-Moschee Tirana | Kashar  | Qark Tirana  | 1995      | größte Moschee des Landes                  |
| Namazgâh-Moschee    | Namazgah-Moschee Tirana    | Tirana  | Kreis Tirana | im Bau    | geplant als größte Moschee des Balkans     |